# Trinidad e Tobago nos Jogos Olímpicos de Verão de 1968
Trinidad e Tobago participou dos Jogos Olímpicos de Verão de 1968 na Cidade do México, México.

## Resultados por Evento

### Atletismo
100m masculino
- Ronald Monsegue
  - Primiera Eliminatória — 10.5 s (→ 5º na bateria, não avançou)

200m masculino
- Edwin Roberts
  - Primeira Eliminatória — 20.6 s (→ 4º na bateria, avançou à Segunda Eliminatória)
  - Segunda Eliminatória — 20.4 s (→ 2º na bateria, avançou às Semifinais)
  - Semifinal — 20.4 s (→ 2º na bateria, avançou à Final)
  - Final — 20.3 s (→ 4º lugar)
- Winston Short
  - Primiera Eliminatória — 20.9 s (→ 2º na bateria, avançou à Segunda Eliminatória)
  - Segunda Eliminatória — 21.5 s (→ 7º na bateria, não avançou)

400m masculino
- George Simon
  - Primeira Eliminatória — 47.9 s (→ 5º na bateria, não avançou)

800m masculino
- Benedict Cayenne
  - Eliminatórias — 1:48.2 min (→ 2º na bateria, avançou às Semifinais)
  - Semifinal — 1:46.8 min (→ 4º na bateria, avançou à Final)
  - Final — 1:54.3 min (→ 8º lugar)

Revezamento 4x100m masculino
- Raymond Fabien, Winston Short, Carl Archer, Edwin Roberts
  - Eliminatórias — 38.9 s (→ 6º na bateria, avançou às Semifinais)
  - Semifinal — 39.5 s (→ 6º na bateria, não avançou)

Revezamento 4x400m masculino
- George Simon, Euric Bobb, Benedict Cayenne, Edwin Roberts
  - Eliminatórias — 3:04.5 min (→ 2º na bateria, avançou às Semifinais)
  - Final — 3:04.5 min (→ 6º lugar)

### Ciclismo
1km contra o relógio masculino
- Roger Gibbon — 1:04.66 min (→ 5º lugar)

Velocidade individual masculino
- Roger Gibbon
  - Primeira Rodada — 1º na bateria (→ avançou à Segunda Rodada)
  - Segunda Rodada — 1º na bateria (→ avançou às Oitavas-de-final)
  - Oitavas-de-final — 2º na bateria (→ avançou à repescagem)
  - Repescagem — 2º na bateria (→  não avançou)
- Leslie King
  - Primeira Rodada — 2º na bateria (→ avançou à repescagem)
  - Repescagem — 1º na bateria (→ avançou à Segunda Rodada)
  - Segunda Rodada — 3º na bateria (→ avançou à repescagem)
  - Repescagem — 1º na bateria (→ avançou às Oitavas-de-final)
  - Oitavas-de-final — 2º na bateria (→ avançou à repescagem)
  - Repescagem — 3º na bateria (→ não avançou)

Perseguição individual masculino
- Vernon Stauble
  - Classificatória — 5:07.80 min (→ 19º, não avançou)

Perseguição por equipes masculino
- Robert Farrell, Salim Mohammed, Phillip Richardson, Noel Luces
  - Classificatória — 4:48.64 min (→ não avançou)

### Halterofilismo
Peso Leve
- Hugo Gittens
  - Desenvolvimento — 120.0 kg
  - Arranco — 102.5 kg
  - Arremesso — 137.5 kg
  - Total — 360.0 kg (→ 16º lugar)

### Natação
100m livre masculino
- Geoffrey Ferreira
  - Eliminatórias — 58.9 s (→ 5º na bateria, não avançou)

100m costas masculino
- Geoffrey Ferreira
  - Eliminatórias — não começou (→ sem classificação)

100m borboleta masculino
- Geoffrey Ferreira
  - Eliminatórias — não começou (→ sem classificação)

### Tiro
Carabina deitado 50 m
- Hugh Homer — 583 pts (→ 65º lugar)
- Bertram Manhin — não começou (→ sem classificação)

Pistola livre 50m
- Bertram Manhin — 539 pts (→ 38º lugar)